# 2 Heures d'Istanbul FIA GT 2005
Les 2 Heures d'Istanbul FIA GT 2005, disputées le 18 septembre 2005 sur l'Otodrom Istanbul Park, sont la huitième manche du championnat FIA GT 2005.

## Course

### Classement de la course
| Pos.   | Catégorie | N° | Écurie                     | Pilotes                                            | Châssis                   | Pneus | Tours/Abandon |
| Pos.   | Catégorie | N° | Écurie                     | Pilotes                                            | Moteur                    | Pneus | Tours/Abandon |
| ------ | --------- | -- | -------------------------- | -------------------------------------------------- | ------------------------- | ----- | ------------- |
| 1      | GT1       | 9  | Vitaphone Racing Team      | Michael Bartels Timo Scheider                      | Maserati MC12 GT1         | P     | 59            |
| 1      | GT1       | 9  | Vitaphone Racing Team      | Michael Bartels Timo Scheider                      | Maserati 6.0L V12         | P     | 59            |
| 2      | GT1       | 10 | Vitaphone Racing Team      | Fabio Babini Thomas Biagi                          | Maserati MC12 GT1         | P     | 59            |
| 2      | GT1       | 10 | Vitaphone Racing Team      | Fabio Babini Thomas Biagi                          | Maserati 6.0L V12         | P     | 59            |
| 3      | GT1       | 15 | JMB Racing                 | Andrea Bertolini Karl Wendlinger                   | Maserati MC12 GT1         | P     | 59            |
| 3      | GT1       | 15 | JMB Racing                 | Andrea Bertolini Karl Wendlinger                   | Maserati 6.0L V12         | P     | 59            |
| 4      | GT1       | 2  | GPC Sport                  | Jean-Denis Delétraz Andrea Piccini                 | Ferrari 575-GTC Maranello | P     | 59            |
| 4      | GT1       | 2  | GPC Sport                  | Jean-Denis Delétraz Andrea Piccini                 | Ferrari 6.0L V12          | P     | 59            |
| 5      | GT1       | 6  | GLPK-Carsport              | Bert Longin Anthony Kumpen Mike Hezemans           | Chevrolet Corvette C5-R   | M     | 59            |
| 5      | GT1       | 6  | GLPK-Carsport              | Bert Longin Anthony Kumpen Mike Hezemans           | Chevrolet LS7r 7.0L V8    | M     | 59            |
| 6      | GT1       | 11 | Larbre Compétition         | Gabriele Gardel Pedro Lamy                         | Ferrari 550-GTS Maranello | M     | 58            |
| 6      | GT1       | 11 | Larbre Compétition         | Gabriele Gardel Pedro Lamy                         | Ferrari 5.9L V12          | M     | 58            |
| 7      | GT2       | 88 | GruppeM Racing             | Tim Sugden Emmanuel Collard                        | Porsche 911 GT3-RSR       | M     | 58            |
| 7      | GT2       | 88 | GruppeM Racing             | Tim Sugden Emmanuel Collard                        | Porsche 3.6L Flat-6       | M     | 58            |
| 8      | GT2       | 66 | GruppeM Racing             | Marc Lieb Mike Rockenfeller                        | Porsche 911 GT3-RSR       | M     | 58            |
| 8      | GT2       | 66 | GruppeM Racing             | Marc Lieb Mike Rockenfeller                        | Porsche 3.6L Flat-6       | M     | 58            |
| 9      | GT1       | 16 | JMB Racing                 | Philipp Peter Can Artam Christophe Pillon          | Maserati MC12 GT1         | P     | 58            |
| 9      | GT1       | 16 | JMB Racing                 | Philipp Peter Can Artam Christophe Pillon          | Maserati 6.0L V12         | P     | 58            |
| 10     | GT1       | 17 | Russian Age Racing         | Christophe Bouchut Nikolai Fomenko Alexei Vasilyev | Ferrari 550-GTS Maranello | M     | 57            |
| 10     | GT1       | 17 | Russian Age Racing         | Christophe Bouchut Nikolai Fomenko Alexei Vasilyev | Ferrari 5.9L V12          | M     | 57            |
| 11     | GT2       | 74 | Ebimotors                  | Luigi Moccia Emanuele Busnelli                     | Porsche 911 GT3-RSR       | D     | 56            |
| 11     | GT2       | 74 | Ebimotors                  | Luigi Moccia Emanuele Busnelli                     | Porsche 3.6L Flat-6       | D     | 56            |
| 12     | GT2       | 69 | Proton Competition         | Christian Ried Gerold Ried                         | Porsche 911 GT3-RS        | D     | 55            |
| 12     | GT2       | 69 | Proton Competition         | Christian Ried Gerold Ried                         | Porsche 3.6L Flat-6       | D     | 55            |
| 13     | GT2       | 56 | Czech National Team        | Jan Vonka (en) Mauro Casadei Nicolas Armindo       | Porsche 911 GT3-RS        | D     | 54            |
| 13     | GT2       | 56 | Czech National Team        | Jan Vonka (en) Mauro Casadei Nicolas Armindo       | Porsche 3.6L Flat-6       | D     | 54            |
| 14     | GT2       | 57 | Autoracing Club Bratislava | Miroslav Konôpka Luigi Emiliani                    | Porsche 911 GT3-RSR       | D     | 54            |
| 14     | GT2       | 57 | Autoracing Club Bratislava | Miroslav Konôpka Luigi Emiliani                    | Porsche 3.6L Flat-6       | D     | 54            |
| 15     | GT2       | 86 | GPC Sport                  | Marco Lambertini Stéphane Lemeret                  | Ferrari 360 Modena GTC    | P     | 45            |
| 15     | GT2       | 86 | GPC Sport                  | Marco Lambertini Stéphane Lemeret                  | Ferrari 3.6L V8           | P     | 45            |
| 16     | GT1       | 14 | Lister Storm Racing        | Justin Keen (en) Liz Halliday                      | Lister Storm GT           | D     | 44            |
| 16     | GT1       | 14 | Lister Storm Racing        | Justin Keen (en) Liz Halliday                      | Jaguar 7.0L V12           | D     | 44            |
| 17     | GT1       | 25 | MenX                       | Peter Kox Robert Pergl                             | Ferrari 550-GTS Maranello | M     | 43            |
| 17     | GT1       | 25 | MenX                       | Peter Kox Robert Pergl                             | Ferrari 5.9L V12          | M     | 43            |
| 18 DNF | GT1       | 4  | Konrad Motorsport          | Franz Konrad Marco Saviozzi Maciej Marcinkiewicz   | Saleen S7-R               | P     | 12            |
| 18 DNF | GT1       | 4  | Konrad Motorsport          | Franz Konrad Marco Saviozzi Maciej Marcinkiewicz   | Ford 7.0L V8              | P     | 12            |
| 19 DNF | GT1       | 5  | Konrad Motorsport          | Paolo Ruberti Robert Lechner                       | Saleen S7-R               | P     | 9             |
| 19 DNF | GT1       | 5  | Konrad Motorsport          | Paolo Ruberti Robert Lechner                       | Ford 7.0L V8              | P     | 9             |